# Règle du gâteau
La règle du gâteau, aussi connue comme la règle de l'échange, changement de couleur (en anglais swap rule ou pie rule) est une règle utilisée pour équilibrer les jeux de stratégie combinatoire abstraits pour lesquels est reconnu un avantage au premier joueur. 

## Historique
Son usage est rapporté pour la première fois en 1909 pour un jeu de la famille du Mancala. Parmi les jeux modernes, Hex, le renju et Twixt (en tournoi) utilisent cette règle,
,,,,.

## Principe
La règle du gâteau est utilisée pour équilibrer les jeux de stratégie combinatoires abstraits pour lesquels est reconnu un avantage au premier joueur,,,. 
La règle est la suivante :
Après le premier coup, le second joueur a deux options :
1. poursuivre le jeu normalement auquel cas il demeure le second joueur et joue son coup immédiatement ;
2. échanger les rôles, il devient alors le premier joueur et le nouveau second joueur joue son "premier coup" (ainsi la partie est donc jouée normalement mais les rôles sont inversés)[4],[5],[6],[7].

Cette règle tire son nom de la méthode « diviser et choisir » pour assurer une répartition équitable d'un gâteau entre deux personnes ; une personne coupe le gâteau en deux puis la deuxième choisit laquelle elle recevra. Celle qui coupe, sachant que l'autre pourra prendre la plus grosse part, cherchera à rendre la division la plus égale possible.
Cette règle est une garantie d'équité dans les jeux pour lesquels il y a un avantage à jouer en premier. Dans un jeu où le nul n'est pas possible, la règle du gâteau donne théoriquement la victoire au second joueur puisque l'un des deux joueurs doit avoir une stratégie gagnante après le premier coup et que le second joueur peut choisir d'être ce dernier, mais en pratique le premier joueur choisit un coup qui n'est ni trop faible ni trop fort et le second joueur doit décider si l'échange de place vaut l'avantage du premier coup,,,.

## Utilisation au go
Au go, il a été proposé qu'un joueur décide de la valeur du komi tandis que le second joueur choisit alors de jouer noir (et de prendre le premier coup) ou blanc (et de prendre le komi). Le premier joueur a ainsi tout intérêt à choisir un komi équitable, trop faible et il prend le risque de jouer en second sans avantage appréciable, trop fort et son adversaire prendra avantage de ce komi. Ce système, expérimenté plusieurs fois dans les années 2000 au tournoi de go de Montpellier, n'est guère utilisé en compétition.

## Utilisation au Hex
Au Hex, si le premier joueur joue plein centre, il prend une énorme option stratégique pour la suite de la partie. En appliquant la règle du gâteau, le deuxième joueur peut décider d'inverser les couleurs et de jouer le reste de la partie avec un pion au centre. Cette règle dissuade le premier joueur de jouer son premier coup trop au centre du plateau,,,.